# Vanessa-Mae
Vanessa-Mae Vanackorn Nicholson coneguda com a Vanessa-Mae (Singapur, 27 d'octubre de 1978), és una violinista de formació clàssica però que s'ha fet famosa per les seves gravacions en les que barreja peces clàssiques amb pop, jazz, tecno i altres ritmes moderns. La gravació que li va donar fama internacional va ser The Violin Player.

## Biografia
Va néixer a Singapur el 27 d'octubre 1978. Filla de Tan Soei Luang, una pianista clàssica i advocada nascuda a la Xina i de l'empresari hoteler tailandès Vorapong Vanakorn.
El seu primer apropament a la música va ser escoltar la seva mare com tocava el piano i en un jardí maternal de Singapur on va començar a tocar el piano. Després del divorci dels seus pares, amb quatre anys, es va mudar a Londres amb la seva mare i el seu padrastre al barri de Kensington.
El seu padrastre va incorporar-li el violí al repertori d'activitats de Vanessa Mae, que també assistia a classes de dansa clàssica. Va estudiar la primària a l'escola Francis Holland.
El seu primer concert com a solista va ser acompanyada amb l'orquestra Filharmònica de Londres. El seu talent musical va ser apreciat pel director del Royal College of Music. El 1991, amb 12 anys, va iniciar una gira internacional amb l'agrupació London Mozart Players.
La seva mare li feia de mànager seva filla just un dia abans que Vanessa Mae fes 21 anys. En un principi la separació era només laboral però la mare no estava disposada a relacionar-se amb la seva filla de cap altre mode que no fos l'empresarial.